# Raceland (Kentucky)
Pour les articles homonymes, voir Raceland.
Raceland est une ville américaine située dans le comté de Greenup, dans le Kentucky. Selon le recensement de 2020, sa population est de 2 343 habitants.